# Korbmacher

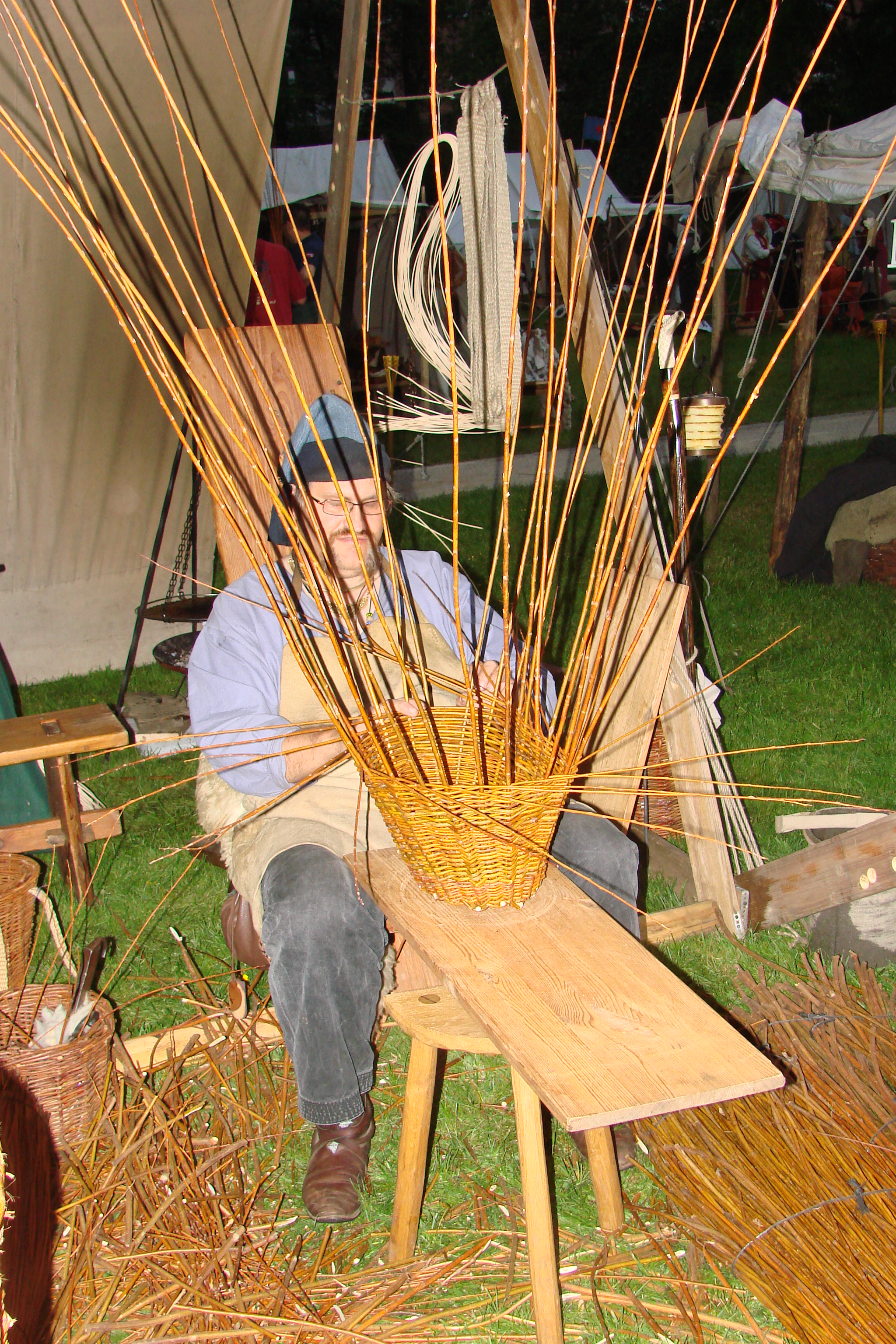
Korbmacher auf einem Mittelaltermarkt

Ein Korbmacher (oder Korbflechter) ist ein handwerklicher Produzent und Reparateur von meist aus Weidentrieben geflochtenen Körben. Ausgebildet werden Korbmacher in Deutschland heute unter der neuen Berufsbezeichnung Flechtwerkgestalter.

## Geschichte
Bereits von etwa 9000 Jahren wurden in Çatalhöyük, einer Siedlung mit mehreren tausend Bewohnern, geflochtene Körbe verwendet.
In früherer Zeit waren viele Korbmacher zugleich auch Korbhausierer. Bis zu ihrer zunehmenden Verdrängung durch industrielle Produkte aus Draht und Kunststoff waren rohrgeflochtene Körbe ein ständig benötigter Gebrauchsgegenstand in der Landwirtschaft, im Handwerk und in den Haushalten. Das Korbflechten war eine klassische Noterwerbsweise. Soweit nicht die ländliche Bevölkerung ihre Körbe selbst herstellte, bezog sie sie von migrierenden Korbmachern und Korbhausierern. In diesem Tätigkeitsfeld finden sich folglich in Mitteleuropa Sinti und Jenische.
War ein Dorf abgelaufen und hatte sich die Nachfrage erschöpft, wurde das nächste angelaufen. Das Rohmaterial für den Nachschub fand sich kostenlos in der Natur vor. Weidenbestandene Bach- und Flussläufe bildeten die klassische Ressource der Korbmacher, die die abgeschnittenen Korbweidenruten zunächst in Wasser einweichen mussten, um sie zu verarbeiten.
Heutzutage treten viele Korbflechter auf Märkten auf, um sich, ihr Handwerk bekannt zu machen und ihre Produkte zu verkaufen.

## Sonstiges
Neben Bürstenbinder u. ä. zählte das Korbmacherhandwerk zu den ersten klassischen Blindenberufen, deren Bedeutung aber seit Einführung der Blindenschrift zurückging.
Die angeblich größte handgefertigte Korbvase der Welt steht in Almerswind in Thüringen.